# Lijst van voetbalinterlands Noorwegen - Wit-Rusland
Deze lijst van voetbalinterlands is een overzicht van alle officiële voetbalwedstrijden tussen de nationale teams van Noorwegen en Wit-Rusland. De landen speelden tot op heden zeven keer tegen elkaar. De eerste ontmoeting, een kwalificatiewedstrijd voor het Europees kampioenschap voetbal 1996, werd gespeeld in Oslo op 7 september 1994. Het laatste duel, een vriendschappelijke wedstrijd, vond plaats op 31 augustus 2016 in de Noorse hoofdstad.

## Wedstrijden
| № | Plaats | Datum            | Competitie           | Wedstrijd               | Uitslag |
| - | ------ | ---------------- | -------------------- | ----------------------- | ------- |
| 1 | Oslo   | 7 september 1994 | EK 1996 kwalificatie | Noorwegen – Wit-Rusland | 1 – 0   |
| 2 | Minsk  | 16 november 1994 | EK 1996 kwalificatie | Wit-Rusland – Noorwegen | 0 – 4   |
| 3 | Minsk  | 28 maart 2001    | WK 2002 kwalificatie | Wit-Rusland – Noorwegen | 2 – 1   |
| 4 | Oslo   | 6 juni 2001      | WK 2002 kwalificatie | Noorwegen – Wit-Rusland | 1 – 1   |
| 5 | Oslo   | 8 september 2004 | WK 2006 kwalificatie | Noorwegen – Wit-Rusland | 1 – 1   |
| 6 | Minsk  | 12 oktober 2005  | WK 2006 kwalificatie | Wit-Rusland – Noorwegen | 0 – 1   |
| 7 | Oslo   | 31 augustus 2016 | Vriendschappelijk    | Noorwegen – Wit-Rusland | 0 – 1   |

## Samenvatting
| Competitie        | Totaal gespeeld | Winst Noorwegen | Gelijk | Winst Wit-Rusland | Doelsaldo Noorwegen – Wit-Rusland |
| ----------------- | --------------- | --------------- | ------ | ----------------- | --------------------------------- |
| WK-kwalificatie   | 4               | 1               | 2      | 1                 | 4 − 4                             |
| EK-kwalificatie   | 2               | 2               | 0      | 0                 | 5 − 0                             |
| Vriendschappelijk | 1               | 0               | 0      | 1                 | 0 − 1                             |
| Totaal            | 7               | 3               | 2      | 2                 | 9 − 5                             |

## Details

### Eerste ontmoeting
| EK 1996 kwalificatie (Oslo, Noorwegen, 7 september 1994):          |       |             |
| Noorwegen                                                          | 1 – 0 | Wit-Rusland |
| Geir Frigård 88'                                                   | goals |             |
| - Debuut van Mihail Marhel (Spartak Vladikavkaz) voor Wit-Rusland. |       |             |

### Tweede ontmoeting
| EK 1996 kwalificatie (Minsk, Wit-Rusland, 16 november 1994):  |       |                                                                            |
| Wit-Rusland                                                   | 0 – 4 | Noorwegen                                                                  |
|                                                               | goals | 34' Henning Berg 39' Øyvind Leonhardsen 52' Lars Bohinen 83' Kjetil Rekdal |
| - Debuut van Ihar Hoerinovitsj (Ataka-Aura) voor Wit-Rusland. |       |                                                                            |

### Derde ontmoeting
| WK 2002 kwalificatie (Minsk, Wit-Rusland, 28 maart 2001): |       |                         |
| Wit-Rusland                                               | 2 – 1 | Noorwegen               |
| Alyaksandr Khatskevich 19' Raman Vasilyuk 90'             | goals | 68' Ole Gunnar Solskjær |

### Vierde ontmoeting
| WK 2002 kwalificatie (Oslo, Noorwegen, 6 juni 2002):  |       |                           |
| Noorwegen                                             | 1 – 1 | Wit-Rusland               |
| John Carew 81'                                        | goals | 24' Valyantsin Byalkevich |
| - Debuut van Erik Nevland (Viking FK) voor Noorwegen. |       |                           |

### Vijfde ontmoeting
| WK 2006 kwalificatie (Oslo, Noorwegen, 8 september 2004):                                      |       |                   |
| Noorwegen                                                                                      | 1 – 1 | Wit-Rusland       |
| Vidar Riseth 39'                                                                               | goals | 78' Vital Kutuzav |
| - Debuut van Alyaksey Suchkov (FC Karpaty) en Dzyanis Sashcheka (FC Tarpeda) voor Wit-Rusland. |       |                   |

### Zesde ontmoeting
| WK 2006 kwalificatie (Minsk, Wit-Rusland, 12 oktober 2005):                                 |       |                       |
| Wit-Rusland                                                                                 | 0 – 1 | Noorwegen             |
|                                                                                             | goals | 70' Thorstein Helstad |
| - Debuut van Pavel Kirylchyk (Kryvbas) en Yavhen Lashankov (Chornomorets) voor Wit-Rusland. |       |                       |

### Zevende ontmoeting
| Vriendschappelijk (Oslo, Noorwegen, 31 augustus 2016):      |       |                     |
| Noorwegen                                                   | 0 – 1 | Wit-Rusland         |
|                                                             | goals | 57' Syarhey Kryvets |
| - Debuut van Alyaksey Ryas (BATE Borisov) voor Wit-Rusland. |       |                     |

NFF · A-internationals · Selecties · Bondscoaches · Noors vrouwenelftal · Olympisch elftal · Noorwegen U21 · Noorwegen U20 · Noorwegen U19 · Noorwegen U18 · Noorwegen U17 · Noorwegen U16 · Vrouwen U17
1908 – 1919 ·
1920 – 1929 ·
1930 – 1939 ·
1940 – 1949 ·
1950 – 1959 ·
1960 – 1969 ·
1970 – 1979 ·
1980 – 1989 ·
1990 – 1999 ·
2000 – 2009 ·
2010 – 2019 ·
2020 − 2029
EK 2000
WK 1938 ·
WK 1994 ·
WK 1998
OS 1912 · 
OS 1920 · 
OS 1936 · 
OS 1952 · 
OS 1984
1908 ·
1909 ·
1910 ·
1911 ·
1912 · 
1913 · 
1914 · 
1915 · 
1916 · 
1917 · 
1918 · 
1919 · 
1920 · 
1921 · 
1922 · 
1923 · 
1924 · 
1925 · 
1926 · 
1927 · 
1928 · 
1929 · 
1930 · 
1931 · 
1932 · 
1933 · 
1934 · 
1935 · 
1936 · 
1937 · 
1938 · 
1939 · 
1940 – 1944 · 
1945 · 
1946 · 
1947 · 
1948 · 
1949 · 
1950 · 
1952 · 
1952 · 
1953 · 
1954 · 
1955 · 
1956 · 
1957 · 
1958 · 
1959 · 
1960 · 
1961 · 
1962 · 
1963 · 
1964 · 
1965 · 
1966 · 
1967 · 
1968 · 
1969 · 
1970 · 
1971 · 
1972 · 
1973 · 
1974 · 
1975 · 
1976 · 
1977 · 
1978 · 
1979 · 
1980 · 
1981 · 
1982 · 
1983 · 
1984 · 
1985 · 
1986 · 
1987 · 
1988 · 
1989 · 
1990 ·
1991 · 
1992 · 
1993 · 
1994 · 
1995 · 
1996 · 
1997 · 
1998 · 
1999 · 
2000 · 
2001 · 
2002 · 
2003 · 
2004 · 
2005 · 
2006 · 
2007 · 
2008 · 
2009 · 
2010 · 
2011 · 
2012 · 
2013 · 
2014 · 
2015 · 
2016 · 
2017 · 
2018 ·
2019 ·
2020 ·
2021 ·
2022 ·
2023 ·
2024
Albanië ·
Argentinië ·
Armenië ·
Australië ·
Azerbeidzjan ·
Bahrein ·
België ·
Bermuda ·
Bosnië en Herzegovina ·
Brazilië ·
Bulgarije ·
China ·
Colombia ·
Costa Rica ·
Cyprus ·
Denemarken ·
DDR ·
Duitsland ·
Egypte ·
Engeland ·
Estland ·
Faeröer ·
Finland ·
Frankrijk ·
Georgië ·
Ghana ·
Gibraltar ·
Grenada ·
Griekenland ·
Guatemala ·
Honduras ·
Hongarije ·
Hongkong ·
Ierland ·
IJsland ·
Israël ·
Italië ·
Jamaica ·
Japan ·
Joegoslavië ·
Jordanië ·
Kameroen ·
Kazachstan ·
Koeweit ·
Kosovo ·
Kroatië ·
Letland ·
Litouwen ·
Luxemburg ·
Malta ·
Marokko ·
Mexico ·
Moldavië ·
Montenegro ·
Nederland ·
Nieuw-Zeeland ·
Nigeria ·
Noord-Ierland ·
Noord-Korea ·
Noord-Macedonië ·
Oekraïne ·
Oman ·
Oostenrijk ·
Panama ·
Paraguay ·
Polen ·
Portugal ·
Qatar ·
Roemenië ·
Rusland ·
Saarland ·
San Marino ·
Saoedi-Arabië ·
Schotland ·
Senegal ·
Servië ·
Servië en Montenegro ·
Singapore ·
Slovenië ·
Slowakije ·
Sovjet-Unie ·
Spanje ·
Thailand ·
Trinidad en Tobago ·
Tsjechië ·
Tsjecho-Slowakije ·
Tunesië ·
Turkije ·
Uruguay ·
Verenigde Arabische Emiraten ·
Verenigde Staten ·
Verenigd Koninkrijk ·
Wales ·
Wit-Rusland ·
Zuid-Afrika ·
Zuid-Korea ·
Zweden ·
Zwitserland
BFF · A-internationals · Bondscoaches · Statistieken · Wit-Russisch vrouwenelftal · Olympisch elftal · W-Rusland U21 · W-Rusland U19 · W-Rusland U18 · W-Rusland U17 · W-Rusland U16
1990 – 1999 · 
2000 – 2009 · 
2010 – 2019 ·
2020 − 2029
1992 · 
1993 · 
1994 · 
1995 · 
1996 · 
1997 · 
1998 · 
1999 · 
2000 · 
2001 · 
2002 · 
2003 · 
2004 · 
2005 · 
2006 · 
2007 · 
2008 · 
2009 · 
2010 · 
2011 · 
2012 · 
2013 ·
2014 ·
2015 ·
2016 ·
2017 ·
2018 ·
2019 ·
2020 ·
2021 ·
2022 ·
2023
Albanië · 
Andorra · 
Argentinië · 
Armenië · 
Azerbeidzjan · 
Bahrein ·
België ·
Bosnië en Herzegovina · 
Bulgarije · 
Canada · 
Cyprus · 
Denemarken · 
Duitsland · 
Ecuador · 
Egypte · 
Engeland · 
Estland · 
Finland · 
Frankrijk · 
Gabon ·
Georgië · 
Griekenland · 
Hongarije · 
Honduras · 
Ierland ·
IJsland · 
India ·
Iran · 
Israël · 
Italië ·
Japan ·
Jordanië · 
Kazachstan ·
Kirgizië · 
Kosovo ·
Kroatië · 
Letland · 
Libië · 
Liechtenstein ·
Litouwen · 
Luxemburg · 
Malta · 
Mexico ·
Moldavië · 
Montenegro · 
Nederland · 
Nieuw-Zeeland ·
Noord-Ierland ·
Noord-Macedonië ·  
Noorwegen · 
Oekraïne · 
Oezbekistan · 
Oman · 
Oostenrijk · 
Peru · 
Polen · 
Roemenië · 
Rusland · 
San Marino · 
Saoedi-Arabië · 
Schotland · 
Slovenië · 
Slowakije · 
Spanje ·
Syrië ·
Tadzjikistan · 
Tsjechië · 
Tunesië · 
Turkije · 
Verenigde Arabische Emiraten · 
Wales · 
Zuid-Korea · 
Zweden · 
Zwitserland